# Museiparken, Jönköping
Museiparken är en liten park på Öster i Jönköping, som har anlagts framför Jönköpings läns museum. Den anlades på den plats, där tidigare Fisktorget legat, i samband med att museet tillbyggdes utmed Slottsgatan västerut i början av 1990-talet.
Carl Nyrén, som ritade museets tillbyggnad, och landskapsarkitekt Bengt Isling ritade parken som en trädgård, omgiven av en stengärdsgård. I parken finns hasselbuskar och lindar.
I parken finns Mandala – en komposition med vatten och stenar, ett konstverk av Takashi Naraha. Det består bland annat av en turkosblå vattenränna och stenar som representerar berggrunden i trakten: röd granit från Askeryd, grå gnejs från Gislaved, diabas från Rydaholm, järnmalm från Taberg och gännassandsten från Uppgränna.
Åren 2000–2015 fanns i Museiparken också ett friggebodskonstverk av Lars Vilks, som ufördes som en del av Länsmuseets utställning av ett tjugotal Friggebodar med anledning av den bygglovsbefriade friggebodens 20-årsjubileum. Det invigdes av dåvarande landshövdingen i Jönköpings län Birgit Friggebo.